# 西貢區
西貢區（英語：Sai Kung District）是香港十八區其中一區，位於新界東部，面積12,680公頃，當中包括東面水域內的70多個島嶼，傳統的市鎮中心爲西貢市，不過自1980年代中期香港政府於西貢區南部的將軍澳開發新市鎮後，西貢區的城市化和商業活動都集中在將軍澳新市鎮，而西貢市維持較低程度的開發狀態。根據2021年香港人口統計，西貢區人口有489,037人，絕大部分人口都集中在南面的將軍澳新市鎮。
由於西貢區大部份地方都未開發，維持原來的自然郊野狀態，多年前開始已被譽爲「香港後花園」，成為市民日常郊遊的好去處；而除了西貢市、將軍澳和開發中的安達臣道石礦場以外，西貢區較爲集中的居住區還包括蠔涌和清水灣半島東岸。

## 地理

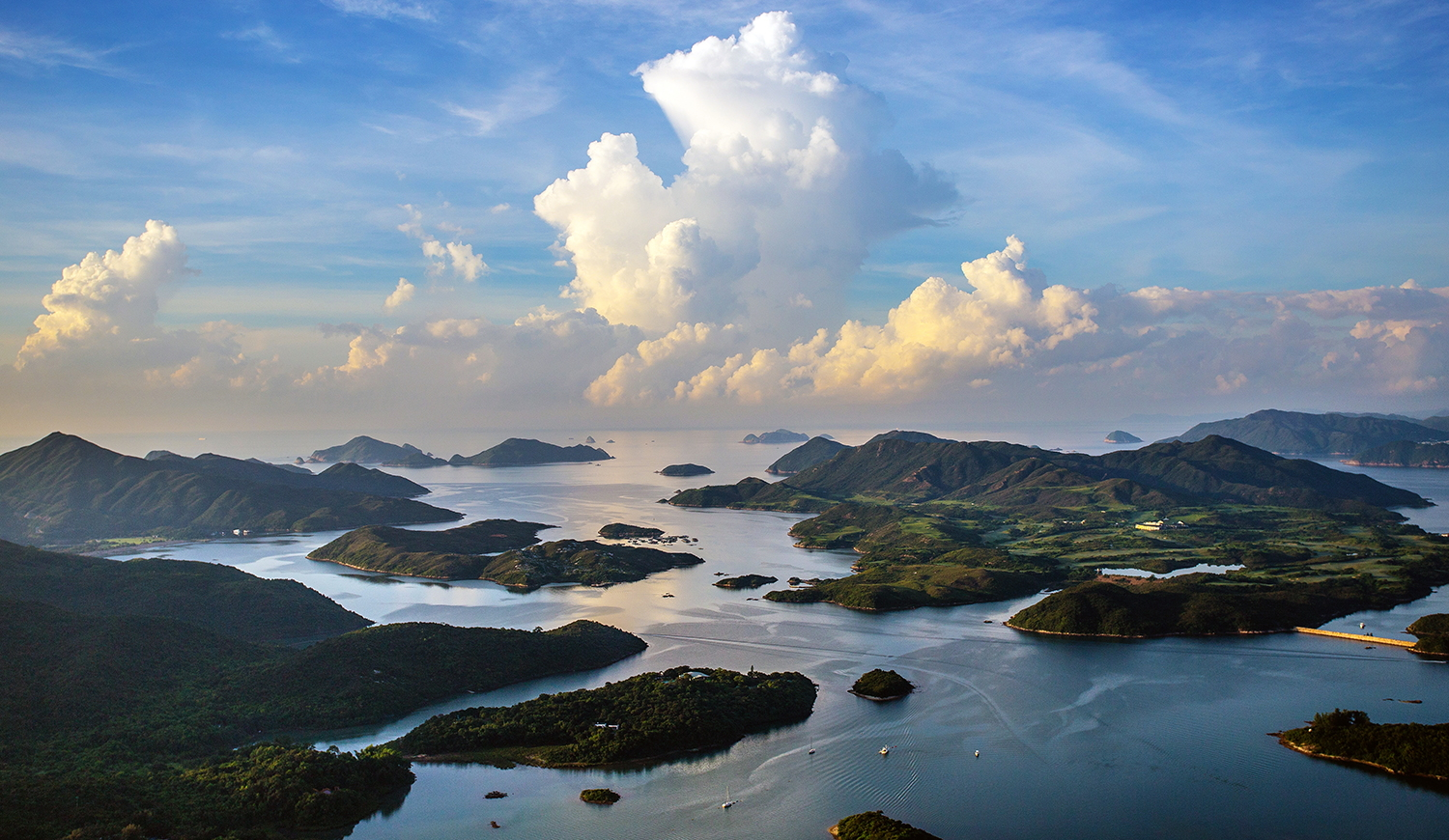
西貢自然美景，成為市民日常郊遊的好去處

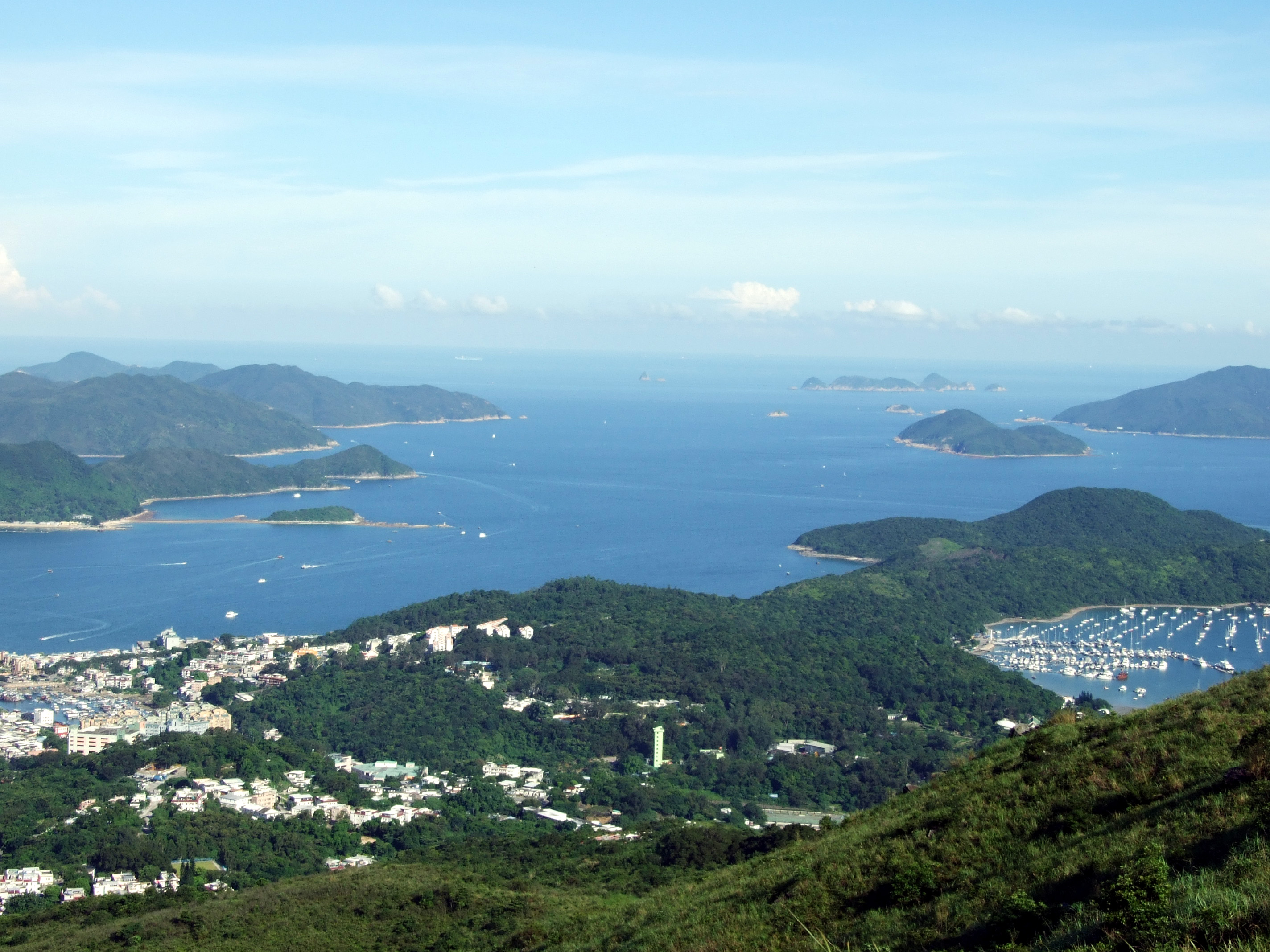
牛尾海

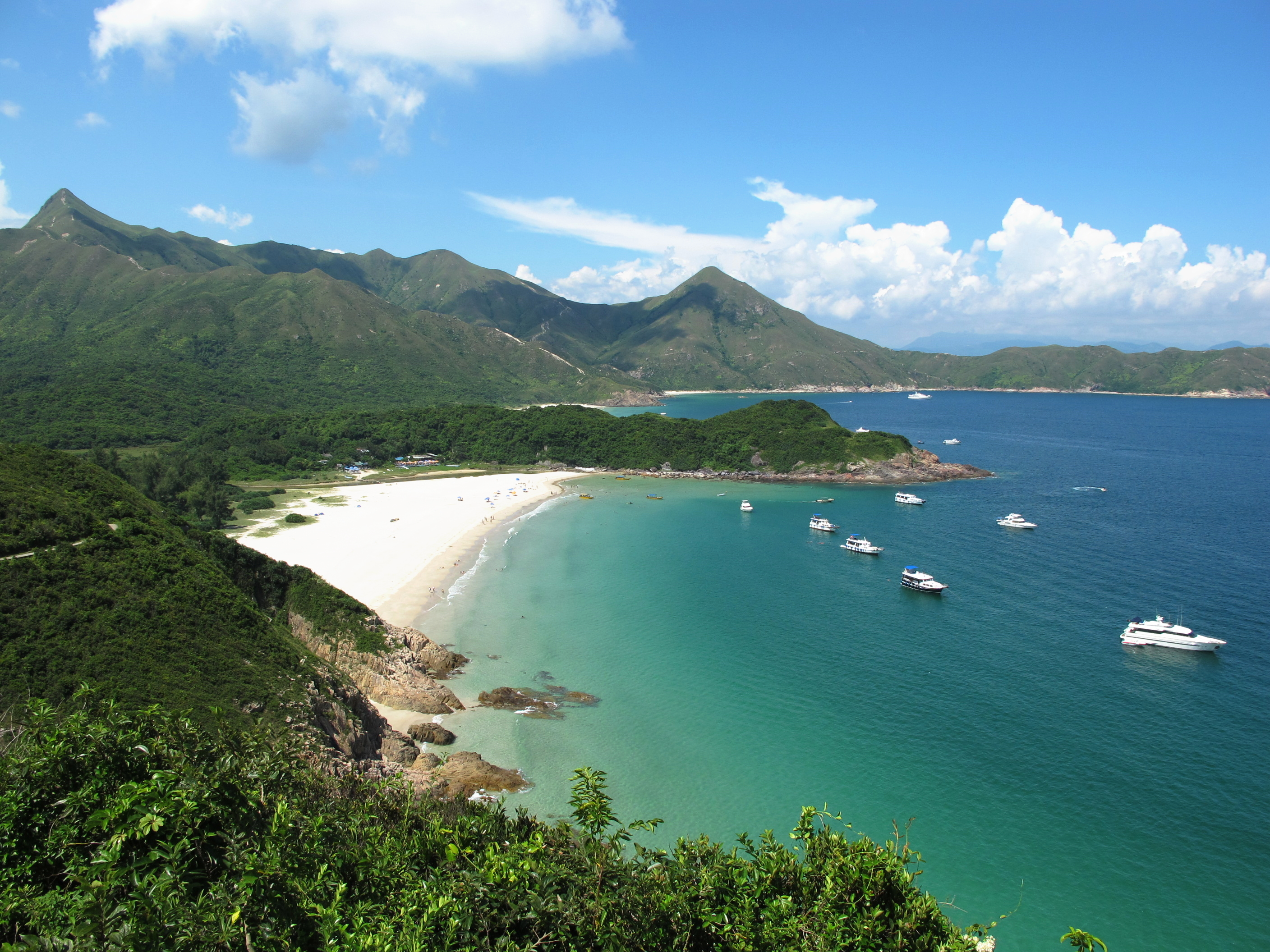
眺望鹹田梓和蚺蛇尖

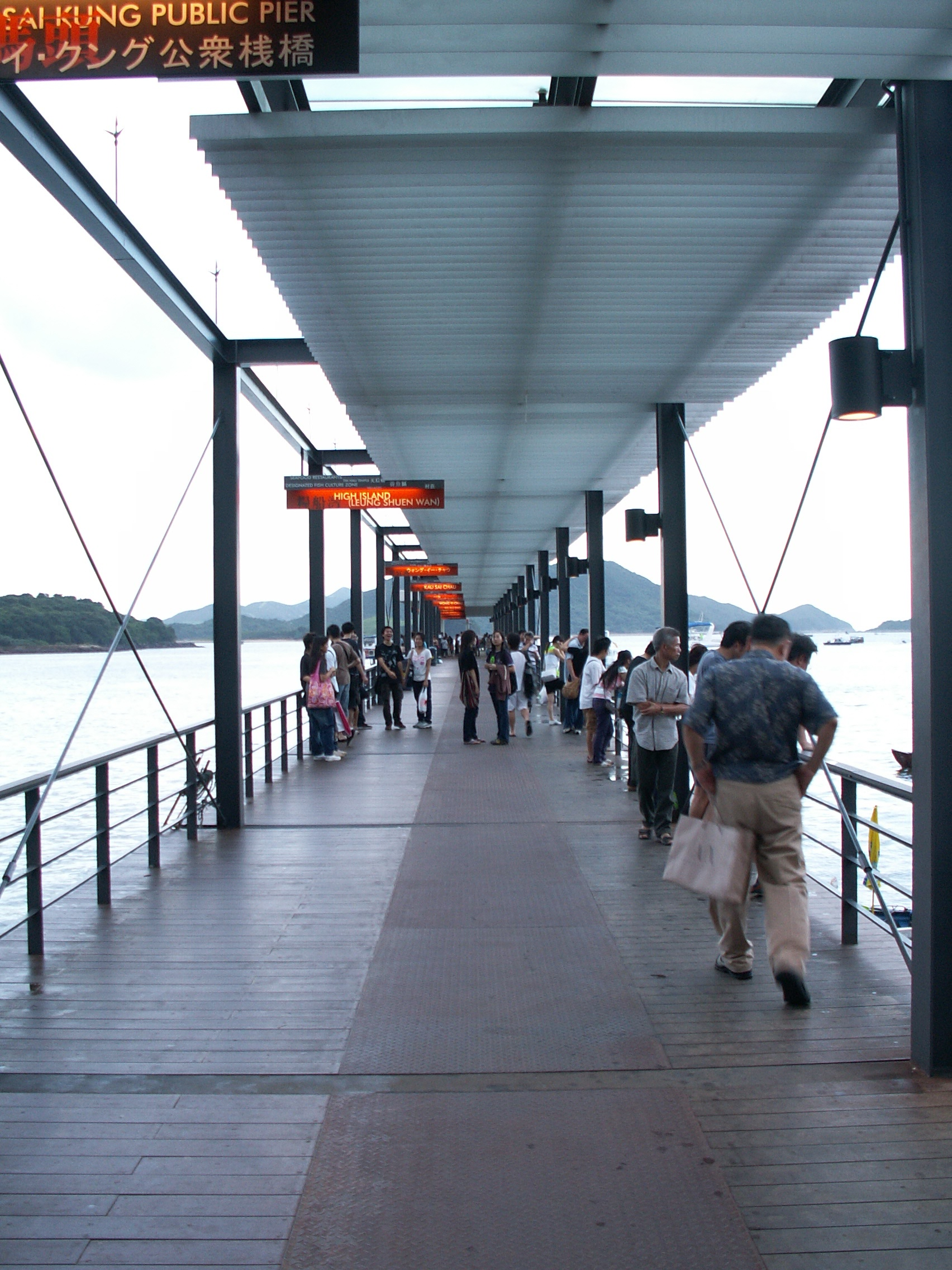
西貢公共碼頭

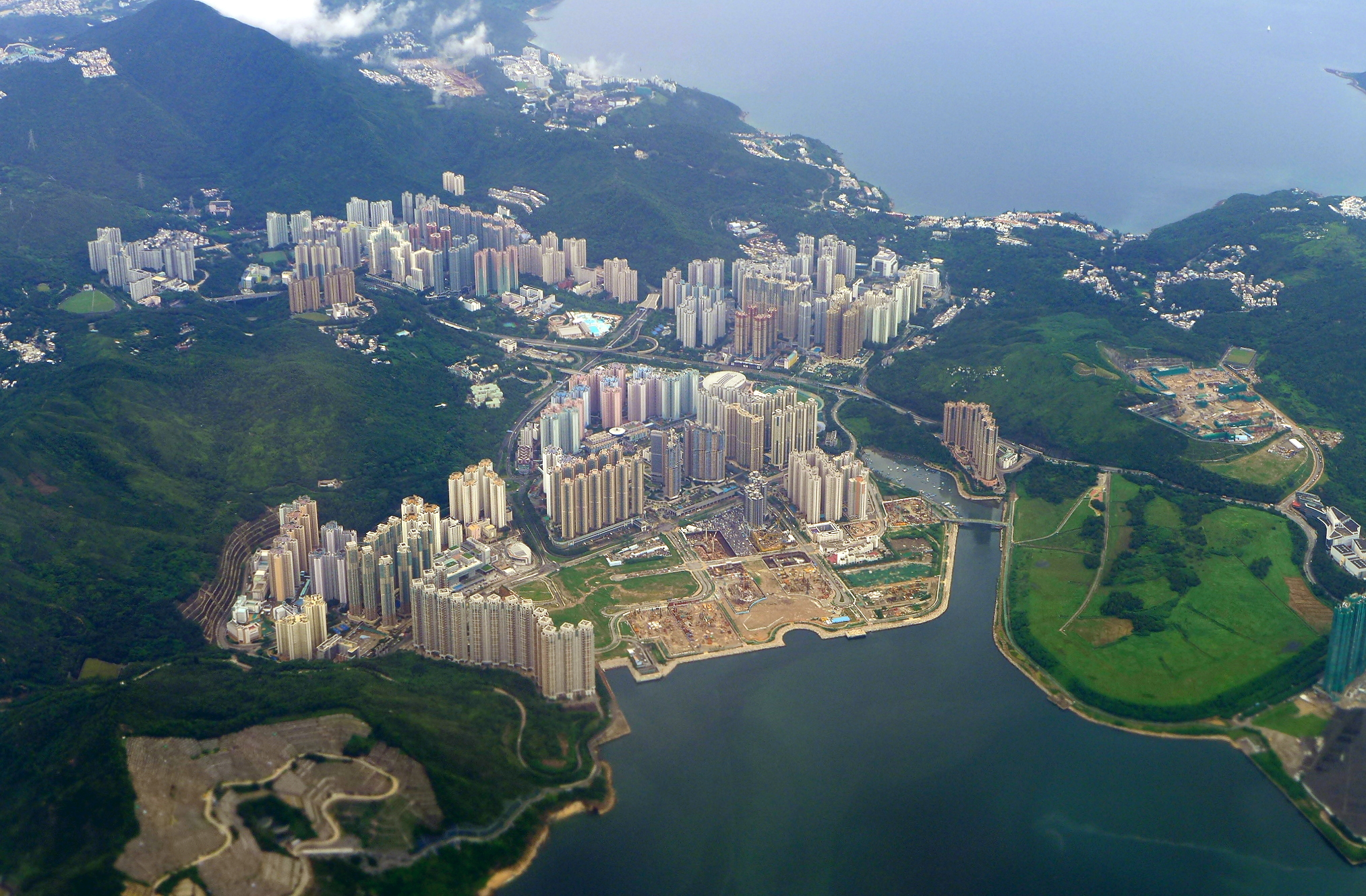
鳥瞰將軍澳一帶，前後的海灣分別為將軍澳和銀線灣

西貢區於地理上可分為「西貢及西貢鄉郊」和「將軍澳及清水灣半島」兩部份。
- 「西貢及西貢鄉郊」包括西貢市、白沙灣、菠蘿輋、井欄樹、糧船灣、大網仔、北潭涌、蠔涌、鹿尾村、窩美村等地。
- 「將軍澳及清水灣半島」包括調景嶺、將軍澳市中心、坑口、寶林、翠林、康盛花園、茅湖仔、清水灣、大赤沙、小赤沙、東龍洲等地。

由於香港歷史分區的原因，位於半島上的西貢北地區（包括北潭坳、黃石碼頭、海下灣、以及位於西沙路沿線的十四鄉、泥涌等地），為大埔區管轄的外飛地。此外，西貢區西南部分的大上托及其西坡上的安達臣道石礦場發展區，僅與屬觀塘區的秀茂坪有道路連接；由於政府無意就上述發展計劃更改區界，故上述區域為此區的外飛地。

## 歷史
西貢區內的黃地峒曾發現舊石器时代文物古蹟，兩漢時期，區內的滘西洲已有居民（曾出土過兩漢文物）；宋時西貢有海關，佛堂門有南宋刻石。
清朝初期遷界時，西貢這個地域範圍曾短暫歸併入東莞縣，但不久重設新安縣，此地亦重歸新安縣官富司的管轄。
1850年代起，西方傳教士因為西貢地理方便，能取道大鵬灣進入昔日的寶安縣內陸，同時可以協助零散村落對抗大族，而沿山路到區內不同鄉村傳教。過程中興建了不少天主教小堂，部份已有過百年歷史，並且評級為歷史建築。
1898年英國租借新界，並設南約、北約兩個理民府管理新界。
1942年日佔香港，實行分區管治，才有西貢區的設立，當時的西貢區包括今日西貢北約鄉事委員會、西貢區鄉事委員會及坑口鄉事委員會所屬的範圍。
第二次世界大戰後，理民府制度恢復。在1960年至1963年間，香港政府曾將新界民政署屬內的南約區，分為離島區與西貢兩區，但不久又重新合併。到1969年確定在西貢區興建萬宜水庫後，才再次劃分西貢區，範圍包括由新九龍界起，至東面的清水灣半島及西貢半島南部；再加上牛尾海及糧船灣海內及附近各島嶼，初步確立現有西貢區的範圍。
西貢區南部的將軍澳原本是一個海灣，1980年代經過大型填海和城市發展後才形成今天的將軍澳新市鎮。

## 行政區劃

### 民政事務專員
現任西貢區民政事務專員為馬瓊芬女士，於2023年10月16日接替曾俊文出任該區專員。

#### 歷任西貢區民政事務專員
- 丘世仁先生（任期：1997年–2004年11月4日）
- 陳炳輝先生（任期：2004年11月5日–2009年9月15日）
- 胡錦賢先生（任期：2009年9月16日–2011年11月30日）
- 蕭慕蓮女士（任期：2011年12月1日–2017年10月8日）
- 趙燕驊先生（任期：2017年10月9日–2022年8月31日）
- 周達榮先生（署任；任期：2022年8月31日–2023年1月15日）
- 曾俊文先生（任期：2023年1月16日–2023年10月16日）
- 馬瓊芬女士（任期：2023年10月16日至今）

### 區議會
西貢區議會負責就該區的社區設施、衞生環境、運輸及交通、房屋政策及居住環境改善等事宜，向政府反映意見。第六屆西貢區議會有29名民選議員及2位當然議員，現任西貢區議會主席是周賢明先生，而副主席為蔡明禧先生。
西貢區議會是香港十八個區議會之一，負責協助處理西貢區的事務，共有31名議員，現屆西貢區議會由建制派主導，現任8名議員當中3名為民主派議員，建制派有5名議員，包括3名中間偏建制派議員。

### 分區委員會
西貢分區委員會分為三區，分別是西貢一區，以及將軍澳南北兩區。主要職能包括推動公眾參與地區事務，就籌辦社區活動及推行政府贊助計劃提供意見並加以協助，並就影響該分區的地方問題提供意見，是社區與民政事務總署之間的橋樑。分區委員會的委員來自社會各階層，全部由民政事務總署署長委任。

### 統計資料
根據2011年的人口普查資料，西貢區的人口資料如下：
| 人口特徵 - 人口：436,627人 - 15歲以下：12.9% - 15至64歲：78.1% - 65歲及以上：9.0% - 年齡中位數：39.3歲 - 十五歲及以上從未結婚人口比例 - 男性：32.4% - 女性：30.1% 教育 - 6至18歲人口就學比率：不詳 - 20歲及以上非就學人口具專上教育程度比例：30.2% 勞動人口特徵 - 勞動人口：246,207人 - 勞動人口參與率 - 男性：71.6% - 女性：58.9% - 合計：64.7% - 工作人口每月主要收入中位數：13,000港元 | 住戶特徵 - 家庭住戶數目：138,209戶 - 家庭住戶平均人數：3.1人 - 家庭住戶每月收入中位數：26,870港元 房屋特徵 - 有人居住的屋宇單位數目：138,138 個 - 每個屋宇單位的平均家庭住戶數目：1.001戶 - 自置居所住戶在家庭住戶總數目中所佔的比例：64.7% - 家庭住戶每月按揭供款及借貸還款中位數：7,100港元 - 按揭供款及借貸還款與收入比率中位數：19.2% - 家庭住戶每月租金中位數：1,800港元 - 租金與收入比率中位數：14.3% |

## 社區環境
以下所列的是西貢區內將軍澳以外的社區環境，而區內大部分住宅都位於將軍澳新市鎮，詳情請參閱將軍澳新市鎮。

### 公共屋邨
- 西貢中轉房屋（前沙角尾臨時房屋區）（已拆卸）
- 對面海邨（香港房屋協會屋邨）
- 翠塘花園（香港房屋協會屋邨，有出租和出售部分）

其餘請參閱將軍澳新市鎮。

### 私人屋苑
西貢鄉郊多以村屋或別墅式洋房為主。比較知名的，有不少明星居住的匡湖居、新世界發展傲瀧、西貢苑等。將軍澳地區聚集眾多私人屋苑，比較大型的有日出康城、天晉等，詳情請參閱將軍澳新市鎮。

## 公共設施

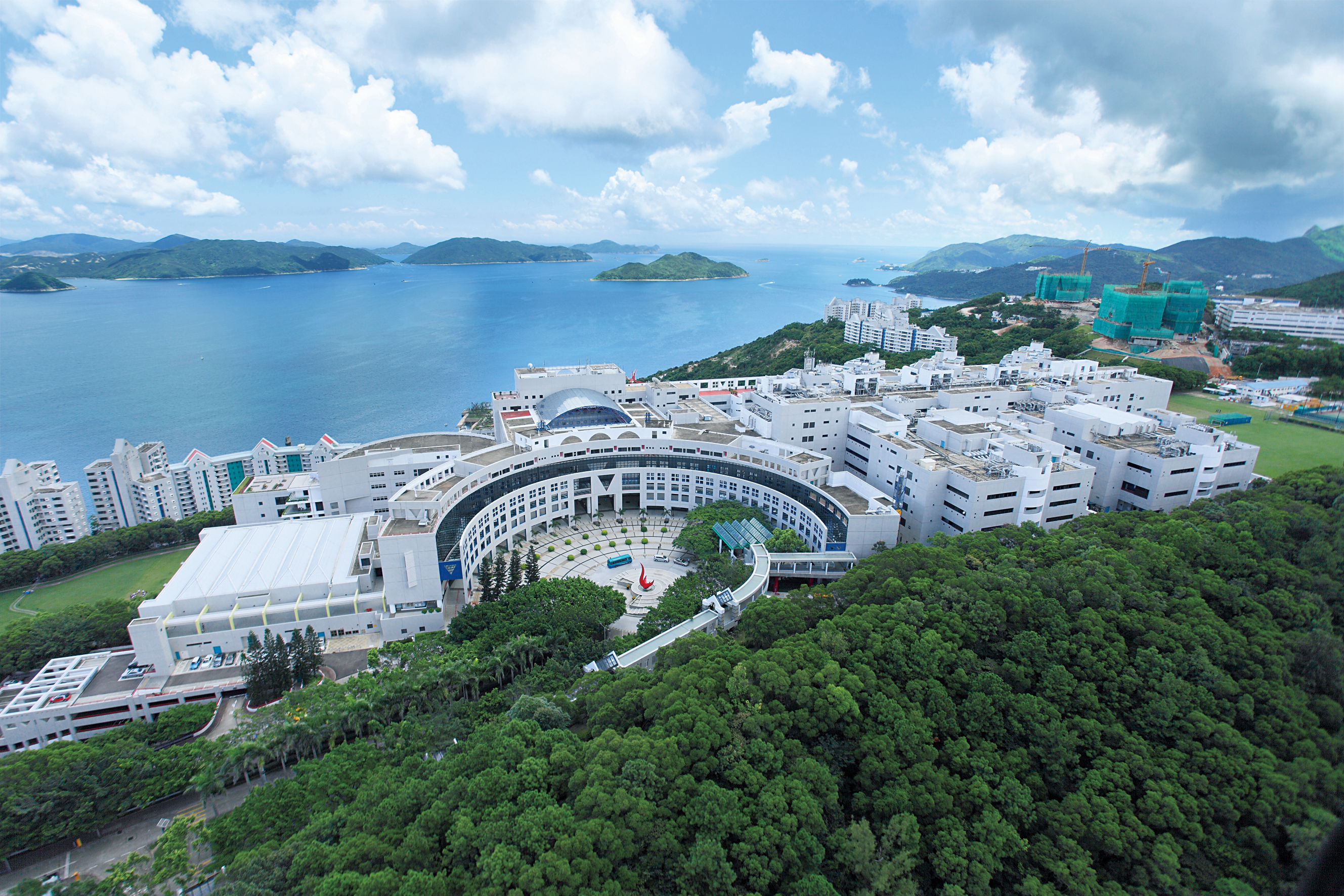
香港科技大學

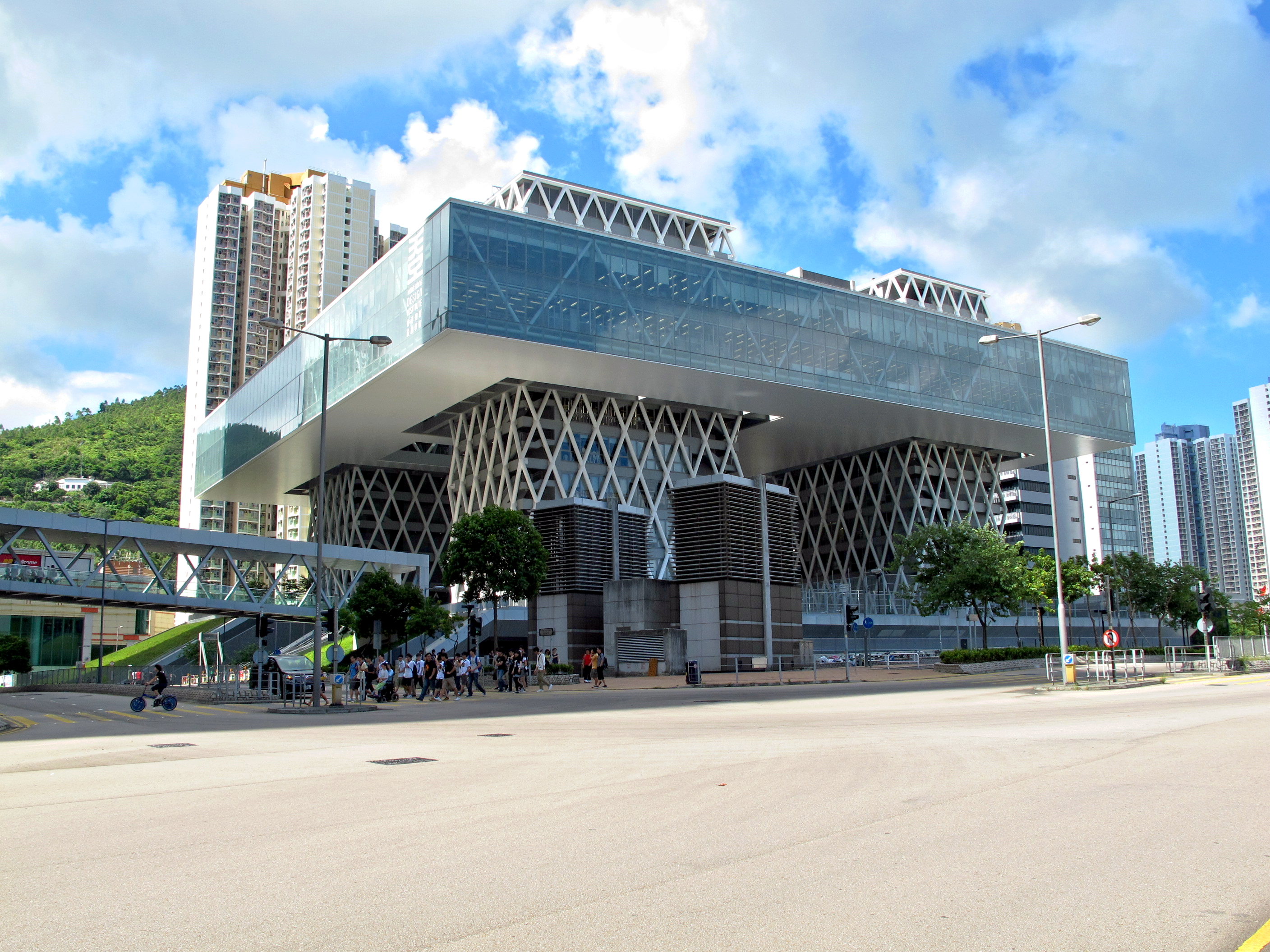
香港知專設計學院 (HKDI)

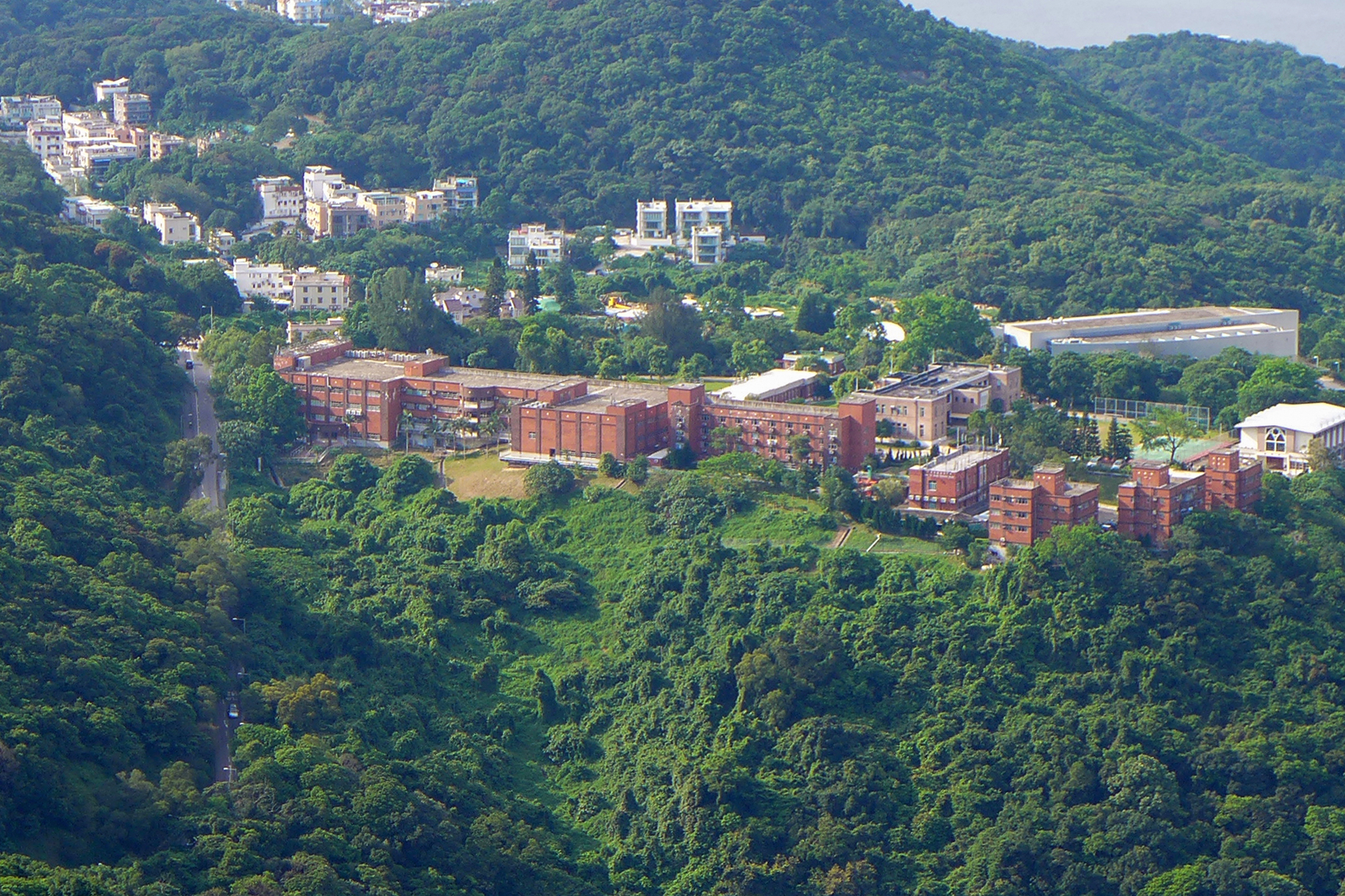
香港復臨學校

### 教育

#### 專上教育

##### 大學
- 香港科技大學
- 聖方濟各大學（前名「明愛專上學院」，與明愛白英奇專業學校共用校舍）

##### 專上學院
- 明愛白英奇專業學校（2009年啟用，位於調景嶺）
- 香港專業教育學院李惠利分校，香港知專設計學院（2010年啟用，位於調景嶺）：李惠利工業學院於1979年成立，現已隸屬香港專業教育學院，並改稱為香港專業教育學院李惠利分校。李惠利分校已於2010年跟香港知專設計學院（HKDI）一併遷往調景嶺，原址位於九龍塘香港浸會大學，現已讓香港浸會大學作發展之用。

#### 中學
- 西貢崇真天主教學校（中學部）[註 1]
- 景嶺書院
- 迦密主恩中學
- 基督教宣道會宣基中學
- 將軍澳官立中學
- 仁濟醫院王華湘中學
- 港澳信義會慕德中學
- 保良局甲子何玉清中學（前稱保良局甲子年中學）
- 東華三院呂潤財紀念中學
- 順德聯誼總會鄭裕彤中學
- 新界西貢坑口區鄭植之中學
- 寶覺中學
- 博愛醫院八十週年鄧英喜中學
- 香港道教聯合會圓玄學院第三中學
- 張沛松紀念中學
- 馬錦明慈善基金馬陳端喜紀念中學
- 仁濟醫院靚次伯紀念中學
- 香海正覺蓮社佛教正覺中學
- 天主教鳴遠中學
- 保良局羅氏基金中學
- 啟思中學
- 優才（楊殷有娣）書院
- 播道書院
- 真道書院
- 萬鈞匯知中學
- 將軍澳香島中學
- 香港復臨學校[註 2]

#### 小學
- 西貢崇真天主教學校（小學部）（前稱西貢崇真天主教小學）
- 西貢中心李少欽紀念學校
- 香港復臨學校
- 樹宏學校
- 保良局馮晴紀念小學
- 將軍澳循道衛理小學
- 將軍澳天主教小學
- 保良局黃永樹小學
- 基督教宣道會宣基小學
- 將軍澳官立小學
- 港澳信義會明道小學
- 天主教聖安德肋小學
- 港澳信義會小學
- 東華三院王余家潔紀念小學
- 順德聯誼總會梁潔華小學
- 將軍澳天主教小學
- 景林天主教小學
- 佛教志蓮小學
- 基督教神召會梁省德小學
- 聖公會將軍澳基德小學
- 博愛醫院陳國威小學
- 仁愛堂田家炳小學
- 樂善堂劉德學校
- 仁濟醫院陳耀星小學
- 香海正覺蓮社佛教黃藻森學校
- 保良局陸慶濤小學
- 優才（楊殷有娣）書院
- 播道書院
- 真道書院

#### 國際學校
- 香港學堂國際學校（Hong Kong Academy）
- 英基學校協會清水灣小學

#### 幼稚園
| - 西貢樂育幼稚園 （页面存档备份，存于） - 香港聖公會聖西門西貢幼兒學校 （页面存档备份，存于） - 太陽島英文幼稚園（西貢分校） |  | - 小蜜蜂幼稚園 - SAI KUNG PRE-SCHOOL GROUP （页面存档备份，存于） - 香港學堂國際學校 （页面存档备份，存于） - 英基雅柏國際幼稚園 （页面存档备份，存于） - GARDEN HOUSE KINDERGARTEN （页面存档备份，存于） - SUNSHINE HOUSE INTERNATIONAL PRE-SCHOOL (CLEARWATER BAY) （页面存档备份，存于） - THE WOODLAND SAI KUNG PRE-SCHOOL |  | 已結束 - 嘉琳幼稚園 - New Song Christian Kindergarten 其餘請參閱將軍澳新市鎮。 |

#### 特殊學校
- 靈實恩光學校

其餘請參閱將軍澳新市鎮。

### 醫療服務
公營醫院（九龍東聯網）
- 將軍澳醫院：為將軍澳區居民提供中層服務的急症醫院。
- 靈實醫院：為聯網提供非急性護理、復康及療養服務的延續護理醫院。
- 西貢萬年街方逸華診所
- 西貢胸肺科診所

其餘請參閱將軍澳新市鎮。

## 工業
- 將軍澳創新園

## 旅遊、康樂及郊遊
- 清水灣第二灘
- 銀線灣
- 西貢東郊野公園及西貢西郊野公園
- 西貢郊野公園訪客中心（北潭涌）
- 清水灣郊野公園（大坳門）
- 西貢海濱公園
- 香港科技大學
- 萬宜水庫
- 麥理浩徑第一段、第二段及第三段
- 賽馬會滘西洲公眾高爾夫球場
- 滘西洲洪聖廟

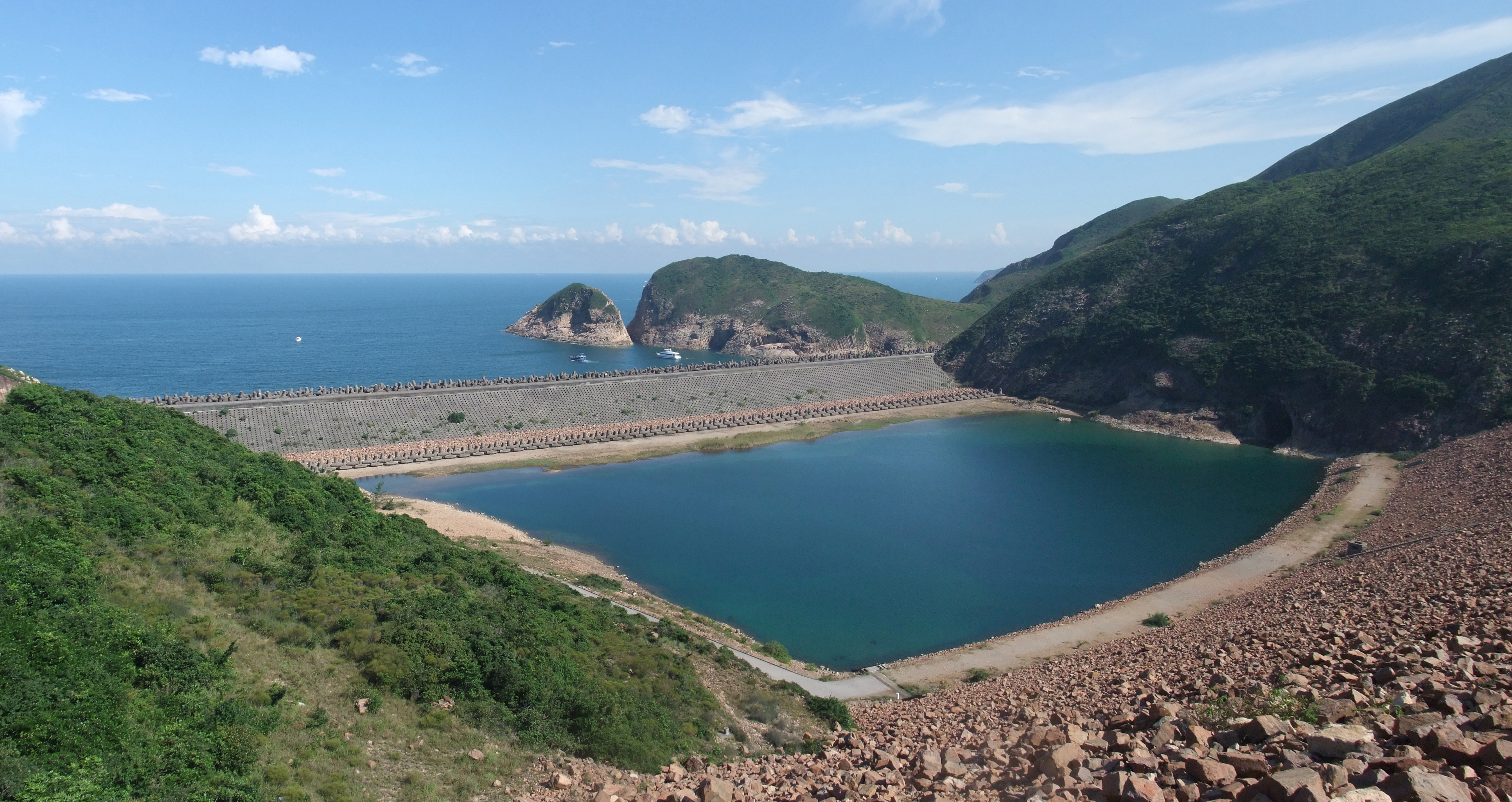
萬宜水庫東壩

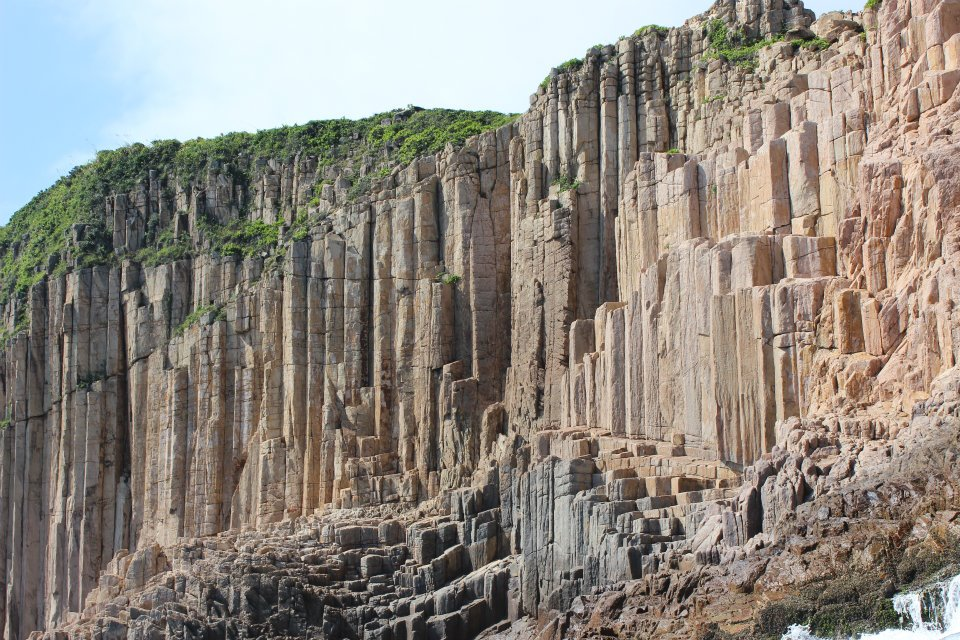
萬宜水庫東壩附近的六角火山凝灰岩石柱

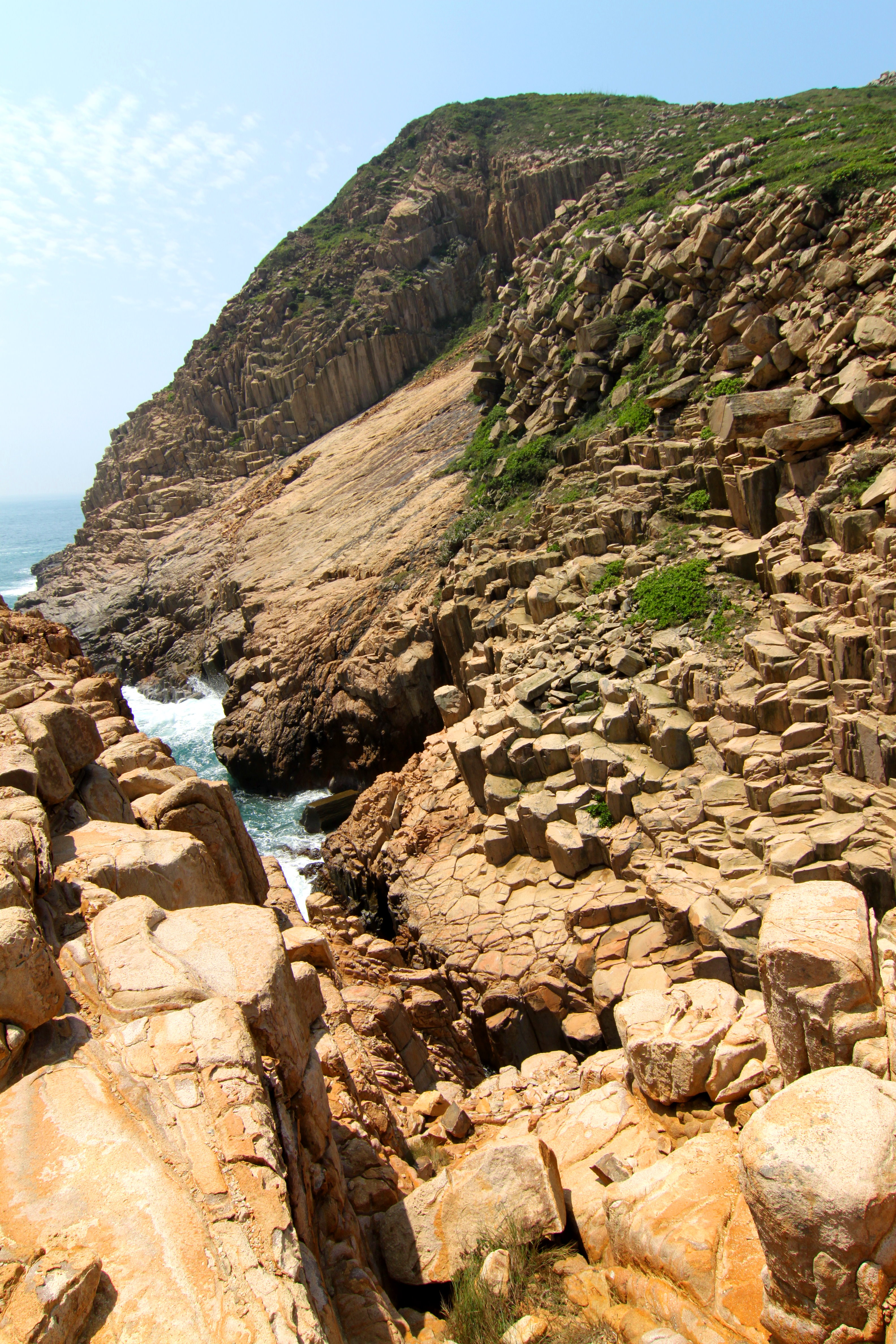
北果洲中央巨大裂溝

- 上窰民俗文物館（以前為客家圍村，在北潭涌附近）
- 西貢烈士墓園（紀念於香港保衛戰中犧牲的居民，位於大網仔）
- 西貢戶外康樂中心（對面海）
- 西貢文物館
- 創興水上活動中心
- 西貢游泳池
- Dock 1A 壹同（2025年新落成商場）
- 保良局度假營（北潭涌）
- 獅子會自然教育中心（菠蘿輋）
- 香港青年協會賽馬會西貢戶外訓練營
- 香港外展訓練學校
- 將軍澳游泳池
- 香港單車館
- 香港單車館公園
- 蠔涌車公廟
- 佛堂門天后古廟（俗稱大廟，在布袋澳附近）
- 糧船灣天后廟
- 鹽田仔村及獲得聯合國文化遺產保護優異獎的聖若瑟小堂
- 果洲群島
- 大牛湖的小夏威夷徑
- 廈門灣（半月灣）

## 體育
足球
- 將軍澳理文

## 交通

### 港鐵
- █  將軍澳綫：調景嶺站、將軍澳站、坑口站、寶琳站、康城站
- █  觀塘綫：調景嶺站

### 道路
駕車前往北潭坳、黃石碼頭、海下灣、萬宜水庫等地，必須得到漁農自然護理署的批准。公眾可乘坐公共交通工具，或親自到位於北潭涌的西貢郊野公園訪客中心辦理手續。若非當地村民、探訪當地村民的人士、公務需要或學校團體參觀，申請通常不獲批准。
幹線道路
- 6號幹線：將軍澳－藍田隧道、將軍澳跨灣連接路、將藍公路
- 7號幹線：將軍澳隧道、將軍澳隧道公路

| 市區道路 - 寶琳路、寶琳北路 - 寶順路 - 環保大道 - 環澳路 | 郊區道路 - 清水灣道、大坳門路 - 西貢公路 - 西沙路 - 大網仔路 - 坑口道 |

### 巴士
巴士
專線小巴
紅色公共小巴
- 西貢碼頭 ⇄ 旺角
- 西貢碼頭 ⇄ 銅鑼灣
- 西貢碼頭 ⇄ 觀塘
- 西貢碼頭 ⇄ 牛池灣
- 牛池灣 ⇄ 大澳門

## 備註
1. ↑  前稱西貢崇真天主教中學，後於2006年與西貢崇真天主教小學成為一條龍學校
2. ↑  前為香港三育書院

## 相關
- 將軍澳華人永遠墳場
- 西貢孟公屋俞屋村
- 西貢區議會

## 外部連結
- 西貢區議會
- 規劃署 – 新界規劃小冊子：西貢（不包括將軍澳） （页面存档备份，存于）
- 西貢區分界圖一 （页面存档备份，存于）
- 西貢區分界圖二 （页面存档备份，存于）
- 西貢東及西貢西郊野公園
- 麥理浩徑
- 西貢站 網頁

22°22′53″N 114°16′14″E / 22.38139°N 114.27056°E